# Hotter than Hell (Dua Lipa)
Hotter than Hell è un singolo della cantante britannica Dua Lipa, pubblicato il 6 maggio 2016 come quarto estratto dal primo album in studio Dua Lipa.

## Descrizione
Parlando per la BBC News, la cantante ha dichiarato che Hotter than Hell parla di «una relazione molto orribile–una che ha oltrepassato i binari. Mi stava causando davvero lividi al mio ego, e facendomi sentire come se non valessi nulla. Avevo il cuore spezzato, ma ho iniziato a scrivere di quel periodo e sentivo che avevo molto da dire.» In un'intervista con il Daily Telegraph australiano, ha dichiarato ancora che, «Volevo solo alzarmi e dire che non mi importava affatto. Volevo farmi sentire che ero abbastanza buona, quindi è stata una canzone che mi ha resa più forte.»

## Promozione
La cantante ha eseguito Hotter than Hell allo show olandese RTL Late Night il 2 giugno 2016. Il 9 luglio 2016 ha eseguito la canzone al quiz televisivo tedesco Schlag den Star. Ha anche eseguito la canzone al Tonight Show di Jimmy Fallon il 2 agosto dello stesso anno, facendo così il suo debutto televisivo negli Stati Uniti d'America.

## Video musicale
Il video musicale, reso disponibile il 6 maggio 2016, è stato diretto da Emil Nava e girato in un deposito a Londra.

## Tracce
Testi e musiche di Dua Lipa, Adam Midgley, Tommy Baxter e Gerard O'Connell.
Download digitale, streaming
1. Hotter than Hell – 3:07

Download digitale, streaming – Matoma Remix
1. Hotter than Hell (con Matoma) (Matoma Remix) – 3:39

Download digitale, streaming – Remixes EP (Austria, Germania e Svizzera)
1. Hotter than Hell (Vimalavong Remix) – 4:19
2. Hotter than Hell (Carsten Fietz Remix) – 5:58
3. Hotter than Hell (Dua Lipa vs. Matoma Remix) – 3:37
4. Hotter than Hell (Miike Snow Remix) – 4:12
5. Hotter than Hell (Jack Wins Remix) – 4:15
6. Hotter than Hell (Shadow Child Remix) – 6:28

Download digitale, streaming – Remixes EP
1. Hotter than Hell (Miike Snow Remix) – 4:12
2. Hotter than Hell (Jack Wins Remix) – 4:15
3. Hotter than Hell (Shadow Child Remix) – 6:27
4. Hotter than Hell (Carsten Fietz Remix) – 5:58
5. Hotter than Hell (Vimalavong Remix) – 4:21

## Formazione
Hanno partecipato alle registrazioni, secondo le note di copertina di Dua Lipa:
Musicisti
- Dua Lipa – voce
- Aadin Church – cori
- Talay Riley – cori
- Stephen "Koz" Kozmeniuk – tastiera, batteria
- Jay Reynolds – tastiera aggiuntiva

Produzione
- Stephen "Koz" Kozmeniuk – produzione
- Jay Reynolds – produzione aggiuntiva
- Tom Neville – produzione vocale
- Michael Sonier – assistenza all'ingegneria del suono
- Șerban Ghenea – missaggio
- John Hanes – assistenza al missaggio
- John Davis – mastering

## Classifiche

### Classifiche settimanali
| Classifica (2016) | Posizione massima |
| ----------------- | ----------------- |
| Australia         | 17                |
| Austria           | 65                |
| Belgio (Fiandre)  | 20                |
| Belgio (Vallonia) | 34                |
| Croazia           | 4                 |
| Germania          | 71                |
| Irlanda           | 24                |
| Paesi Bassi       | 32                |
| Polonia           | 33                |
| Regno Unito       | 15                |
| Repubblica Ceca   | 96                |
| Romania           | 50                |
| Slovacchia        | 92                |
| Slovenia          | 32                |
| Svezia            | 44                |

### Classifiche di fine anno
| Classifica (2016) | Posizione |
| ----------------- | --------- |
| Belgio (Fiandre)  | 80        |
| Croazia           | 15        |
| Paesi Bassi       | 97        |
| Regno Unito       | 75        |